# International Association for Quantitative Finance
Die International Association for Quantitative Finance (IAQF), bis 2012 International Association of Financial Engineers (IAFE) ist eine Non-Profit-Organisation zur Förderung des Finanzingenieurwesens (Financial Engineering). Sie wurde 1992 gegründet und organisiert mehrmals jährlich Diskussionsveranstaltungen (Panel Discussion) mit Akademikern und Vertretern aus der Finanzindustrie, außer in New York City zum Beispiel in San Francisco, Toronto, Boston und London. Ihre eintägige Jahreskonferenz findet Ende April statt.
Durch ihre FBMF (Fischer Black Memorial Foundation) werden Weiterbildungsveranstaltungen für Studenten organisiert, um die teilweise ungenügende Abdeckung in Universitätskursen auszugleichen. Sie organisieren an Hochschulen die Vortragsreihe „How I became a Quant“ (für Quantitative Finance) und sind Ko-Veranstalter (mit Society for Industrial and Applied Mathematics (SIAM) und der New York University) einer sehr einflussreichen jährlichen Karrierebörse in New York.
Ihr Aufsichtsrat (Board of Directors) hat 15 Mitglieder. Das IAQF hat sechs Komitees: „Credit Risk“, „Education“, „Investor Risk“, „Liquidity Risk“, „Operational Risk“ und „Technology“.

## Financial Engineer of the Year (FEOY)
IAFE/IAQF vergibt seit 1993 jährlich den „Financial Engineer of the Year“ (FEOY) Preis, was mit einem Gala-Dinner im United Nations Building gefeiert wird. Der Preisträger hält eine Rede auf der folgenden Jahreskonferenz. Myron S. Scholes erhielt 2001 den Lifetime Achievement Award.
Preisträger:
- 1993: Robert C. Merton
- 1994: Fischer Black
- 1995: Mark Rubinstein
- 1996: Stephen A. Ross
- 1997: Robert A. Jarrow
- 1998: John C. Cox
- 1999: John C. Hull
- 2000: Emanuel Derman
- 2001: Andrew W. Lo
- 2002: Jonathan E. Ingersoll, Jr.
- 2003: J. Darrell Duffie
- 2004: Oldrich A. Vasicek
- 2005: Phelim Boyle
- 2006: James H. Simons
- 2007: Jack Treynor
- 2008: Robert Litterman
- 2009: Richard Roll
- 2010: Peter Carr
- 2011: Robert F. Engle[1]
- 2012: Robert Litzenberger[2]
- 2013: Douglas T. Breeden[3]
- 2014: Martin Leibowitz[4]
- 2015: Eduardo Schwartz[5]
- 2016: Hayne Leland[6]
- 2017: Michael Brennan[7]
- 2018: Francis Longstaff[8]
- 2019: Cliff Asness[9]
- 2020: Paul Glasserman[10]
- 2021: Dilip B. Madan[11]
- 2022: Hélyette Geman[12]
- 2023: Leif Andersen[13]
- 2024: Robert Whaley[14]